# ویرجینیا جارامیلو
ویرجینیا جارامیلو (به انگلیسی: Virginia Jaramillo)، هنرمند آمریکایی با نژادی مکزیکی است. او در ال پاسو ایالت تگزاس به‌دنیا آمد و قبل از نقل مکان به شهر نیویورک در لس‌آنجلس تحصیل کرد. او از سال ۱۹۵۹ آثاری را در نمایشگاه‌های بین‌المللی به نمایش گذاشته‌است.

## تحصیلات (دوره کاری ابتدایی)
جارامیلو در لس‌آنجلس بزرگ شد. در سال ۱۹۵۸، قبل از حضور در مؤسسه هنر اوتیس (کالج هنر و طراحی اوتیس)، در دبیرستان هنرهای تجسمی تحصیل کرد. خانواده او پس از شورش‌های واتس در سال ۱۹۶۵ به شهر نیویورک نقل مکان کرد.
هنر جارامیلو در درجه اول با مواد عجین شده‌است، طوری‌که خود او اظهار می‌دارد که این موضوع «از نژاد مکزیکی-آمریکایی او نشأت می‌گیرد»، همچنین گفته‌است که «زندگی شخصی و هنری او مانند یک بیانیه سیاسی بوده‌است». تجربیات او منجر به مشارکتش در پروژه‌های مختلف فمینیستی، مانند مقالات مربوط به «زنان جهان سوم» مجله هرسیز (Heresies) و کار در هیئت مدیره مؤسسه هنر فمینیستی شده‌است.

## دوره کاری میانی
جارامیلو در سال ۱۹۷۱ برای شرکت در نمایشگاهی به سرپرستی پیتر بردلی، به نام دلوکس شو که در هیوستون برگزار می‌شد، انتخاب شد. نمایشگاه دلوکس یکی از نمایشگاه‌های نژادی در ایالات متحده است. در طول دهه ۱۹۷۰ به شرکت در این نمایشگاه ادامه داد. نمایش‌های گروهی‌اش شامل شرکت در «سالانه ویتنی» در موزه هنر آمریکایی ویتنی بود. در سال ۱۹۷۶ یکی از نمایشگاه‌های انفرادی‌اش در گالری داگلاس دریک در کانزاس سیتی برای هنرمندان تجسمی برگزار شد.

## شهرت
در سال ۲۰۱۱، جارامیلو در نمایشگاه »حالا این را بکاو! هنر و رنگ سیاه لس‌آنجلس» که در موزه همر لس‌آنجلس برگزار می‌شد، شرکت کرد. در سال ۲۰۱۷ نیز در نمایشگاه‌های «ما انقلاب می‌خواستیم: زنان رادیکال سیاه ۱۹۶۵–۸۵» در موزه بروکلین و «روح یک ملت: هنر در عصر قدرت سیاه» در تیت مدرن شرکت کرد. (۱۲ ژوئیه– ۲۲ اکتبر ۲۰۱۷، لندن، بریتانیا).
در سال ۲۰۱۷، موزه بروکلین از طریق صندوق موزه، تابلوی جارامیلو با نام بدون عنوان که در سال ۱۹۷۱ کشیده بود را خریداری کرد. این نقاشی که در سال ۱۹۷۱ برای نمایش در دلوکس کشیده شد، به همراه سه نقاشی دیگر که تا زمان برگزاری این حراج به مدت چهل سال دیده نشده بود فروخته شد.